# Andries Pels
Andries Pels (Amsterdam, ottobre 1631 – Amsterdam, luglio 1681) è stato un drammaturgo e poeta olandese.

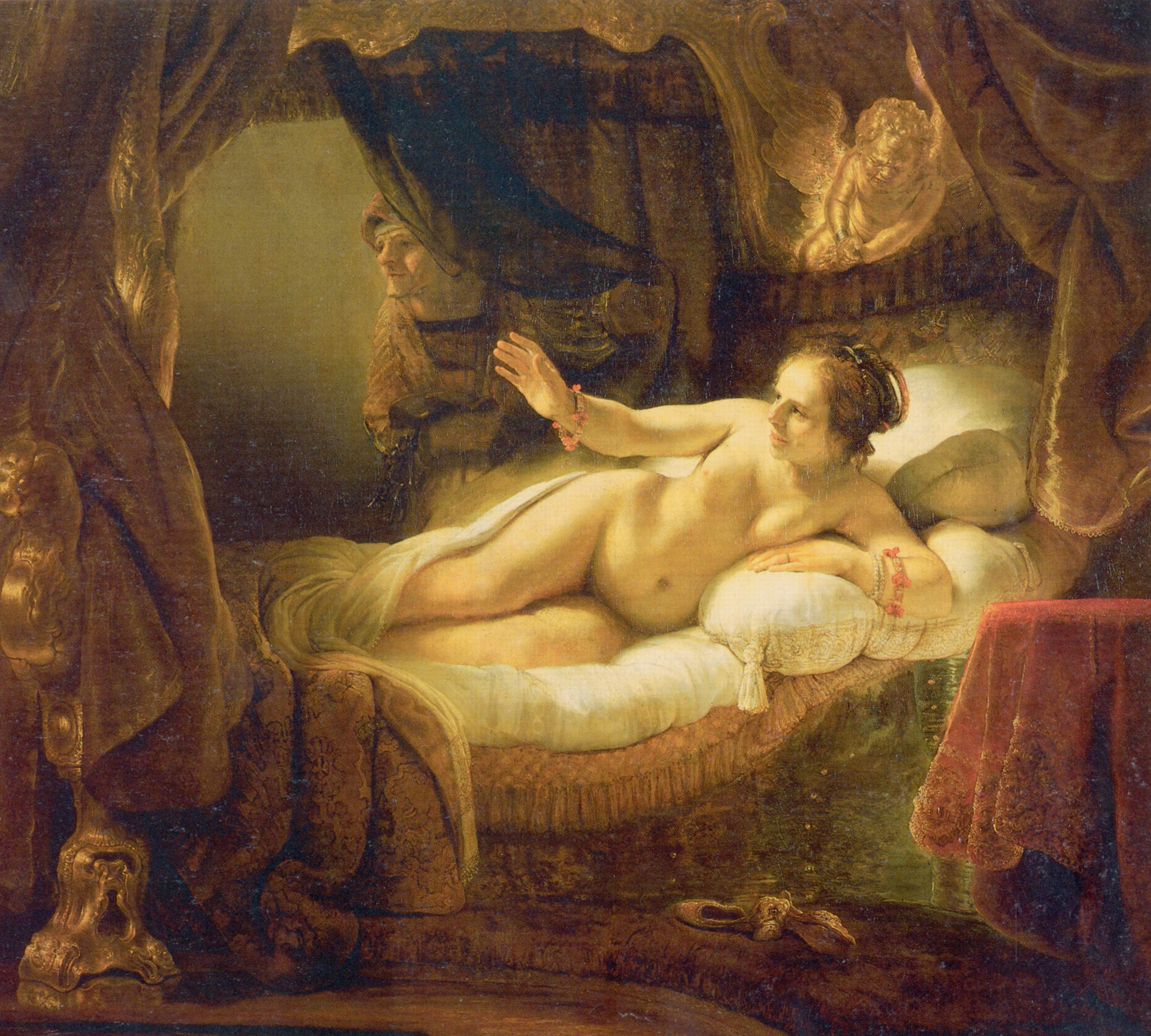
Danae (185 x 203 cm), 1636. Andries Pels criticò molto questo quadro.

Era il figlio di un ricco produttore di zucchero e mercante nelle Indie Orientali. Scrisse varie tragedie, come Didoos Doot (Morte di Didone), basata sull'Eneide di Virgilio, e Julfus.
Pels era un avvocato e diventò membro dell'associazione di poeti "Nil Volentibus Arduum" (Niente è impossibile per chi vuole), fondata nel 1669 da Lodewijk Meyer. All'inizio gli incontri si svolgevano presso uno stampatore nel quartiere Voorburgwal, sul canale Singel ad Amsterdam; a partire dal 1676 presso il pittore Gérard de Lairesse, che allora abitava a Nieuwmarkt (una piazza di Amsterdam). Il poeta Govert Bidloo e il pittore Frans van Mieris il Vecchio partecipavano regolarmente agli incontri.
L'associazione voleva soprattutto migliorare la qualità della tragedia fondandola sulle regole del classicismo francese. Per questa ragione Pels scrisse Quintus Horatius Flakkus Dichtkunst (1677) e il trattato in rima Gebruik en misbruik des toneels (1681). Pels e gli altri membri dell'associazione Nil Volentibus Arduum si opponevano soprattutto alle opere teatrali di Jan Vos e alle commedie di Bredero, che avevano molto successo. Forse era una reazione al realismo; era un'aspirazione alla raffinatezza, alla magnificenza e alla distinzione. Pels lamentava il declino della poesia, invocava Vondel, Hooft e Orazio. Attaccò l'opera di Rembrandt e lo citò nella sua poesia ...i seni flaccidi, mani intrecciate... e giarrettiere sulla gamba.